# Mitroplatia smaragdina
Mitroplatia smaragdina är en tvåvingeart som först beskrevs av Seguy 1935.  Mitroplatia smaragdina ingår i släktet Mitroplatia och familjen husflugor. Inga underarter finns listade i Catalogue of Life.